# Joe E. Tata
Joseph Evan Tata, né le 13 septembre 1936 à Pittsburgh (Pennsylvanie) et mort le 24 août 2022 à Los Angeles (Californie),, est un acteur américain.
Il est connu en particulier pour son rôle récurrent de Nat, le propriétaire du Peach Pit, dans la célèbre série télévisée Beverly Hills 90210.

## Cinéma
- 1970 : Ya, ya mon général! (Which Way to the Front) : un caporal
- 1972 : 
  - Requiem pour des gangsters (Hickey & Boggs) : l'assistant de l'officier de police
  - The Unholy Rollers : Marshall
  - A Clock Work Blue : Homer
- 1976 : Sisters of Death : Joe
- 1992 : Love Is Like That : Norm
- 1999 : The Dishpan Man (court métrage) : Gino
- 2003 : Everyone Counts : un détective

## Télévision
- Batgirl
- L'Agence tous risques
- 200 dollars plus les frais
- Les Dessous d'Hollywood
- Hôpital central
- Phase terminale
- Beverly Hills 90210 : Nat Bussichio, patron du Peach Pit
- Charmed : saison 3, épisode 21 : Indestructible, inspecteur de police
- 90210 Beverly Hills : Nouvelle Génération